# ニッポン・ハイウエー
ニッポン・ハイウエーは、川崎汽船が所有している自動車運搬船。
製品としての自動車を運ぶ貨物船である。船内には何層ものカーデッキが設けられていて、まるで屋内駐車場のようである。

## 要目
- 総トン数 : 49,212総トン
- 全長 : 179.1m
- 全幅 : 32.2m
- 就航 : 1999年
- 載貨重量トン数 : 16,827トン
- 車両積載数 : 5,052台（乗用車）